# Nonomura Ninsei
Nonomura Ninsei (野々村仁清?  c. 1574-c. 1660-1666) fue un pintor y ceramista japonés. Está considerado el mejor decorador de cerámica de Japón.

## Biografía
Nació como Nonomura Seisuke (野々村). Más tarde recibió el nombre de Seiemon (清右衛門) y, desde 1655, Ninsei (仁清). Su desconoce su lugar y fecha tanto de nacimiento como de defunción, aunque se sabe que trabajó cerca de Kioto y, por algunas firmas en sus obras, un período de actividad entre 1649 y 1657.
Fue el primero en aplicar a la loza la pintura en esmalte, hasta entonces reservada a la porcelana. Se desligó de la influencia china presente hasta entonces en el arte japonés e inició un nuevo estilo de carácter nacional, que sentaría las bases de la posterior cerámica japonesa. Se dedicó especialmente a decorar piezas de cerámica para la ceremonia del té, con un estilo muy ornamental y refinado. Por lo general, eran piezas de poco espesor cubiertas de barniz y pintadas de colores suaves y opulentos. Introdujo varias innovaciones técnicas, como un vidriado metálico verdinegro y otro blanco de tonos rosáceos. La decoración solía ser sofisticada, en contraste con la sencillez de las piezas cerámicas, que a menudo tenían un aspecto casi rústico. Su estilo denota la influencia de la escuela Yamato-e.
La obra de Ninsei tuvo mucho éxito en su tiempo y fue ampliamente imitada e incluso falsificada. Tuvo cuatro hijos y varios discípulos, entre ellos Ōgata Kenzan.